# Айдемір I
Айдемір I (*д/н —12 липня 1641) — останній шамхал Тарковскій у 1635–1641 роках. Намагався відновити вплив шамхальства у Дагестані та суміжних землях.

## Життєпис
Був старшим сином Султан-Мути, володаря Ендирейського, та доньки кабардинського мурзи Алкаса Джамурзина з відомого роду Джилягстанових. Про молоді роки немає відомостей. Коли Султан-Мута у 1616 році домовився передати синів в аманати, то віддав усіх синів, окрім Айдеміра. Останній підтримував політику батька проти Андія, шамхала Тарковського, та інших родичів. У 1623 році після смерті Андія претендував на трон, проте обрано було Ільдара.
У 1626 році звернувся до московського царя Михайла I Романова щодо прийняття його у своє підданство. У квітні 1627 року Айдеміра отримав відповідну грамоту. Тим самим він намагався отримати підтримку з боку Московії у майбутній боротьбі за владу. У 1632 році після смерті батька стає ханом Ендирейським. У 1635 році обирається шамхалом Тарковським.
Перші роки він витратив на підкорення самостійних володарів, тимчасово відновивши владу шамхалу практично на увесь Дагестан. Водночас він підтвердив своє підданство Москві. Також здійснив вдалий похід проти кабардинського мурзи Клича Савсланова. Разом з тим зміцнив союз з Малою Кабардою, де на той час правив дядько Айдеміра I — Мудар Алхасов.
Навесні 1641 найманим вбивцею, якого було підіслано Алегукою Шогенуковим, володарем Великої Кабарди, було убито Мундар-мурзу Алхасова. Небіж останнього Келмамет Черкаський звертається за допомогою до терських воєвод проти своїх ворогів. До нього був спрямовано у складі 300 стрільців під керівництвом стрілецького голови Ортемія Шишмарева. З кінним загоном до Малої Кабарди прибув шамхал Айдемір. У цьому поході шамхала супроводжували його син Ель-мурза, брат Казан-Алп (володар Ендирейський), двоюрідний брат Мамудалей Муцалович, карабудацькі князі Гірей-мурза і Савтай-мурза, син тюменського князя.
У відповідь Алегука Шогенуков об'єднався з мурзою Ходождуком Казиєвим, мурзами Малої Ногайської орди Ураковими та Каспулатовими. Ці сили виступили проти коаліції на чолі із шамхалом Айдеміром та Келмаметом Черкаським. 12 липня 1641 року відбулася запекла битва біля річки Малке, в ході якої Айдемір I загинув. Вдалося врятуватися двом братам шамхала Казан-Алпу і Мамудалею, черкаським мурзам Келмамету Ібакову, Казі Мундарову, Нарчев-марзі з сином, Тонжехану Арасланову і ногайським мурзам Сулатаналі-мурзі Аксанову і Хорошаю Чубармаметеву.